# 阳山关
阳山关，是秦朝南海郡的一个关隘，始记于西汉司马迁所著的《史记》一书。当时秦朝即将灭亡，南海郡尉赵佗“移檄告横浦、阳山、湟谿关”据险防守，防止中原各起义军进犯。阳山关的具体位置目前有多种说法，一说为连州顺头岭，一说为阳山小江李屋围，一说阳山秤架河谷，一说为阳山东北铜锣寨。